# Malais brunéiens
Les Malais brunéiens sont un groupe ethnique du Brunei et de Malaisie. 